# Pieter Pauw

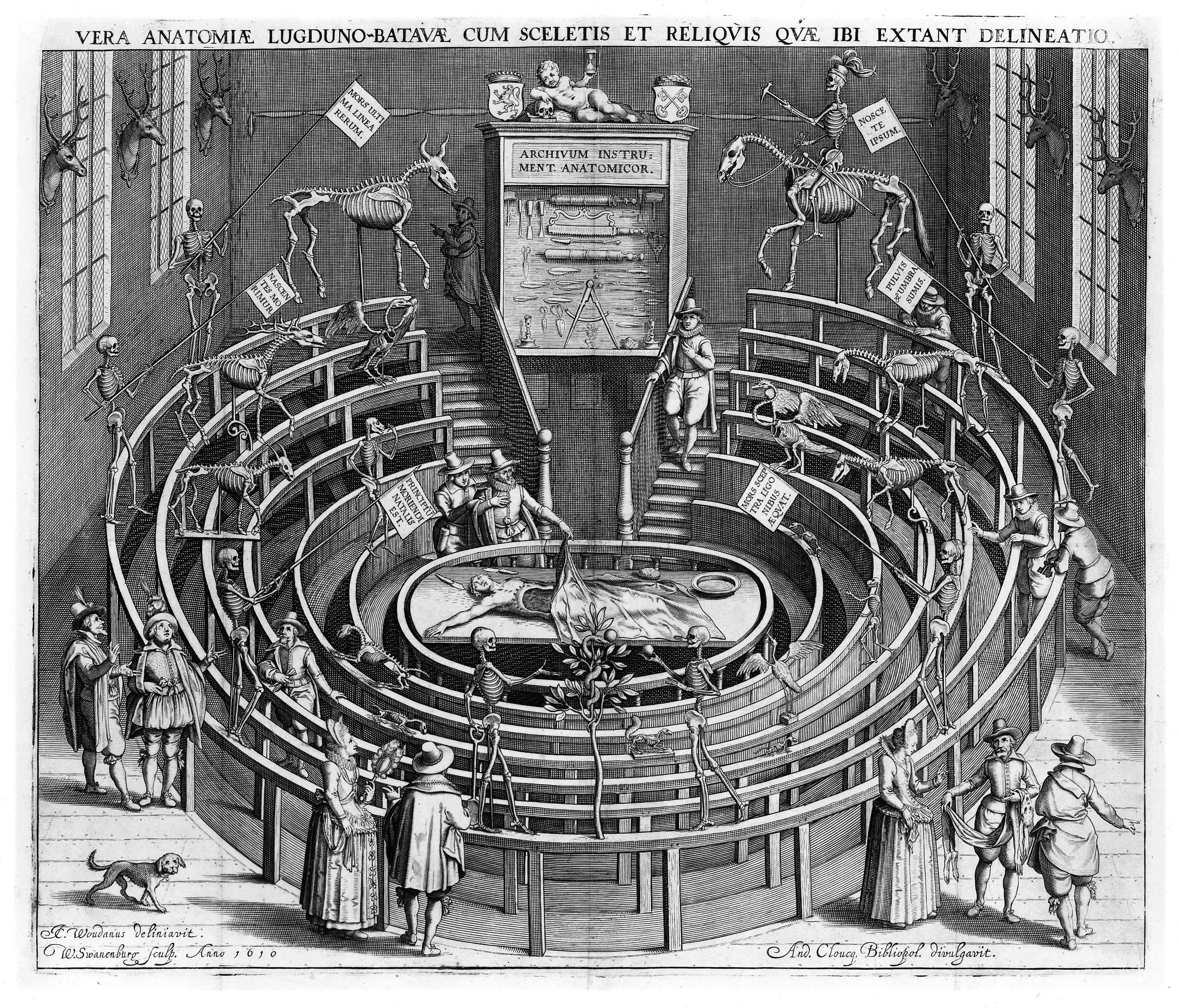
Pieter Pauw liet in 1596 of 1597 te Leiden het eerste anatomische theater van Nederland (het Theatrum Anatomicum) bouwen.

Pieter Pauw (Amsterdam, 2 augustus 1564 - Leiden, 1 augustus 1617), ook wel Petrus Pavius genoemd, was een Nederlands botanicus, anatoom en hoogleraar.

## Biografie
Pieter Pauw was de zoon van Pieter Pauw, die plaatsnam in de stadsraad van Amsterdam en later rentmeester te Alkmaar werd, en Geertruide Spiegel.
Pauw studeerde van 2 november 1581 tot 1584 geneeskunde aan de Universiteit Leiden, destijds nog aangeduid als de Hoogeschool te Leiden. Na zijn studie vertrok hij naar het buitenland. In de colleges die hij hier volgde, werden kadavers ontleed door een chirurg onder leiding van een hoogleraar. Pauw ging vervolgens naar Rostock, alwaar hij lessen volgde van Henricus Brucaeus en in 1587 zijn doctoraat in de geneeskunde behaalde. Daarna verbleef hij drie maanden lang in de Noord-Italiaanse stad Padua en werd hij onderwezen door Hieronymus Fabricius, maar hij keerde noodgedwongen terug naar Nederland toen zijn vader ziek was.
Op 9 februari 1589 ging hij in Leiden te werk als buitengewoon hoogleraar, ter assistentie van Gerard de Bondt. Pauw droeg vanaf 10 oktober 1598 samen met De Bondt zorg voor het bestuur over en het onderhoud van de Hortus botanicus Leiden. De boomsoort Aesculus pavia (een soort Paardenkastanje) is naar Pauw vernoemd door Herman Boerhaave, die in het begin van de achttiende eeuw directeur was van deze tuin. Op 10 mei 1592 werd hij aangesteld als gewoon hoogleraar.
In 1596 of 1597 liet Pauw het eerste anatomische theater van Nederland, genaamd Theatrum Anatomicum, bouwen. Tien jaar eerder was De Bondt begonnen met anatomiecolleges in Leiden, maar Pauw was de eerste die publiekelijk lijken ontleed voor zijn lessen. Deze ontledingen trokken veel aandacht en werden niet alleen door studenten bezocht. Niet-studenten moesten een toegangsprijs van vijftien stuivers betalen. Aan de medische faculteit werd niet gedoceerd tijdens deze colleges. De faculteit overwoog in 1613 om ze te voorzien van muziek door de fluitspelers die ook bij diploma-uitreikingen optraden, te laten spelen. Pauw en zijn collega's gebruikten de lichamen van geëxecuteerde criminelen voor deze colleges.
Hij voorzag het theater van een verzameling bijzondere objecten, waaronder de blaas van Isaac Casaubon.
Het hoogleraarschap in de geneeskunde werd in 1599 door Aelius Everhardus Vorstius overgenomen. Hij nam na Pauws overlijden in 1617 ook de zorg van de tuin op zich. Pauw zorgde ervoor dat in 1617 - kort voor zijn overlijden - het Epitome van Andreas Vesalius opnieuw werd uitgegeven. Het Epitome is een voor studenten aangepaste versie van De humani corporis fabrica libri septem en Pauw voegde hier zijn eigen annotaties aan toe.

### Persoonlijk leven
Pauw ging op 23 april 1593 in kerkelijke ondertrouw met Maria van Hout. Op 9 mei traden zij in het huwelijk. Ze kregen zeven kinderen, van wie er twee vroegtijdig kwamen te overlijden.